# Bachenbülach
Bachenbülach (zürichdeutsch Bachebüüli) ist eine politische Gemeinde im Schweizer Kanton Zürich. Die Gemeinde gehört zum Bezirk Bülach und ist Teil der Flughafenregion Zürich.

## Wappen und Fahne
Blasonierung:
In Rot ein silberner Kehrnagel
Der Kehrnagel ist ein Bestandteil eines Pfluges. 1853 wird er erstmals auf einem Markstein als Wappenzeichen abgebildet, 1870 auf einer Wappenscheibe in schräggeteiltem Schild. Die moderne Blasonierung stammt von 1931.

## Geographie
Bachenbülach liegt im unteren Glatttal auf 426 m ü. M. im Zürcher Unterland. Das Dorf liegt am Westhang des Dättenbergs am Austritt des Dorfbachs aus dem Bachtobel. Es ist im Norden mit Bülach und im Süden teilweise mit Winkel zusammengewachsen. Im Westen erhebt sich sanft der bewaldete Höragen. Der höchste Punkt der Gemeinde ist mit 573 m ü. M. der Hüttenbüel, der tiefste Punkt liegt auf 414 m ü. M. am Dorfbach an der Grenze zu Bülach.
Die Gemeindefläche verteilt sich auf 38,5 % Wald, 32,9 % Landwirtschaft und 26,7 % Siedlung/Verkehr (Stand 2018).
Bachenbülach grenzt im Norden an Bülach, im Süden an Winkel ZH, im Westen an Höri und im Südwesten an Oberglatt.

## Bevölkerung
| Jahr | Einwohner |
| ---- | --------- |
| 1665 | 273       |
| 1850 | 569       |
| 1900 | 540       |
| 1950 | 632       |
| 2000 | 3110      |
| 2005 | 3548      |
| 2010 | 3869      |
| 2015 | 4026      |
| 2020 | 4203      |
| 2022 | 4201      |
| 2024 | 4268      |

- Bevölkerungsdichte: 994,9 Einw./km²
- Anzahl Privathaushalte: 1826 (Stand 2023)[8]
- Konfessionszugehörigkeit: 26,4 % evangelisch-reformiert, 22,7 % römisch-katholisch, 50,9 % hatten eine andere oder keine konfessionelle Zugehörigkeit (Stand 2022).[9]

## Politik
Der Gemeindepräsident Michael Biber ist seit 2018 im Amt (Stand Dezember 2022). In Bachenbülach gibt es drei aktive politische Parteien: Evangelische Volkspartei (EVP), Freisinnig-Demokratische Partei (FDP) und Schweizerische Volkspartei (SVP).
Bei der Nationalratswahl 2019 erreichten die Parteien folgende Wähleranteile: SVP 31,43 %, FDP 20,55 %, SP 13,51 %, glp 11,91 %, Grüne 9,23 %, EVP 4,79 %, CVP 3,66 %, BDP 1,88 %, EDU 1,86 % und andere (8) 1,16 %.
Die Wähleranteile bei der Nationalratswahl 2023: SVP 33,17 % (+1,74 %), FDP 15,25 % (−5,30 %), SP 13,35 % (−0,16 %), glp 10,46 % (−1,45 %), Die Mitte 7,67 % (+2,13 %), Grüne 6,84 % (−2,39 %), EVP 6,38 % (+1,58 %), Aufrecht Zürich 2,54 %, EDU 2,13 % (+0,27 %), andere (11) 2,20 %.

## Wirtschaft

### Gewerbe
Anfang des 20. Jahrhunderts fasste etwas Industrie Fuss in Bachenbülach. Heute sind dort 211 Firmen ansässig. 43 sind im Industrie- und Gewerbebereich und 168 im Dienstleistungssektor mit rund 1500 Beschäftigten tätig. Trotzdem ist Bachenbülach mehrheitlich auch eine vorstädtische Pendlergemeinde.
Gewerbeverein
Der Gewerbe- und Industrieverein Bachenbülach (GIBB) bietet nebst dem geselligen Aspekt – heute oft auch als Networking bezeichnet – eine Plattform für alle, die auch in politischen Angelegenheiten aktiv und direkt mitreden wollen.
Der GIBB ist das offizielle lokale Organ des Bezirksgewerbeverbandes, des Kantonalen Gewerbeverbandes Zürich und des Schweizerischen Gewerbeverbandes. Die Mitgliedschaft verschafft den Gewerbetreibenden nebst der konkreten Unterstützung durch diese Verbände auch die Gewissheit, dass die politischen Interessen des klein- und mittelständischen Gewerbes professionell und gezielt vertreten werden.

### Verkehr
Bachenbülach wird im Halbstundentakt durch den Postautodienst Zürcher Unterland bedient. S-Bahn-Verbindungen ab Bülach und dem Flughafenbahnhof verbinden die Gemeinde mit Zürich, Winterthur und Schaffhausen.
Die Kantonsstrasse verbindet Bachenbülach direkt mit der Flughafenautobahn A51.

## Kultur
Die «Kammerspiele Seeb», ein professionelles Kleintheater, sind seit 2006 in Bachenbülach domiziliert. Wie der Name sagt, wurde das Theater allerdings in Seeb, das zur Nachbargemeinde Winkel gehört, gegründet.

## Geschichte
Die Grabhügel im Höragenwald sind die ersten Funde der Frühgeschichte auf Gemeindegebiet. Sie sind in die Zeit von 800–450 v. Chr. datiert.
Die erste urkundliche Erwähnung ist 1149 als Bahchenboulacho. Von 1412 bis 1798 gehörte Bachenbülach zur Vogtei Bülach.
Seit 1849 ist Bachenbülach eine selbständige politische Gemeinde. Kirchlich gehört sie aber nach wie vor zu Bülach.

## Persönlichkeiten
- Albert Maag (1862–1929), Historiker, Militärschriftsteller und Pädagoge
- Reto Hug (* 1975), Triathlet, lebt in Bachenbülach, Ehemann von Nicola Spirig Hug
- Nicola Spirig Hug (* 1982), Triathletin, lebt in Bachenbülach, Ehefrau von Reto Hug

## Bilder

Luftbild (1968)
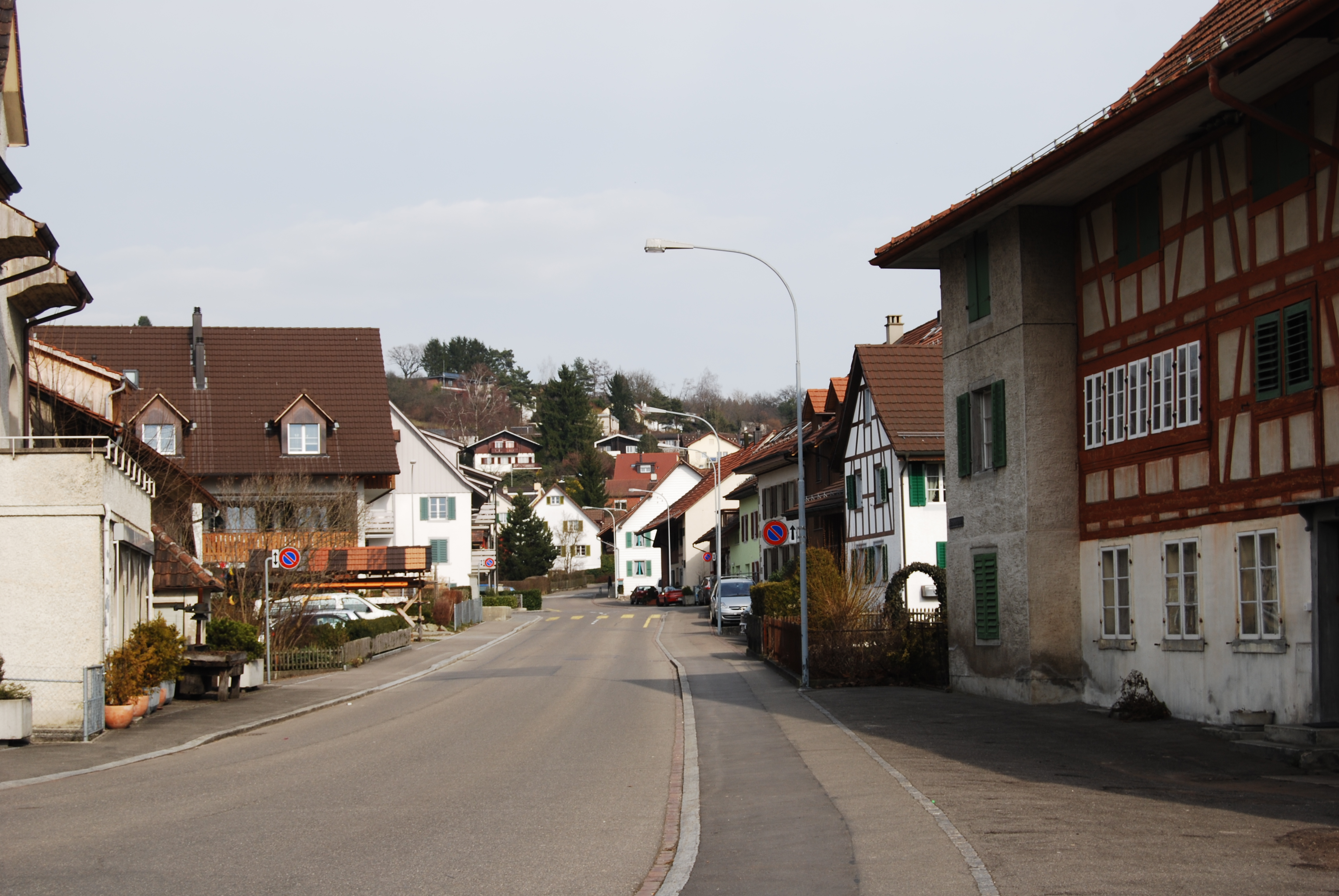
Dorfzentrum von Bachenbülach
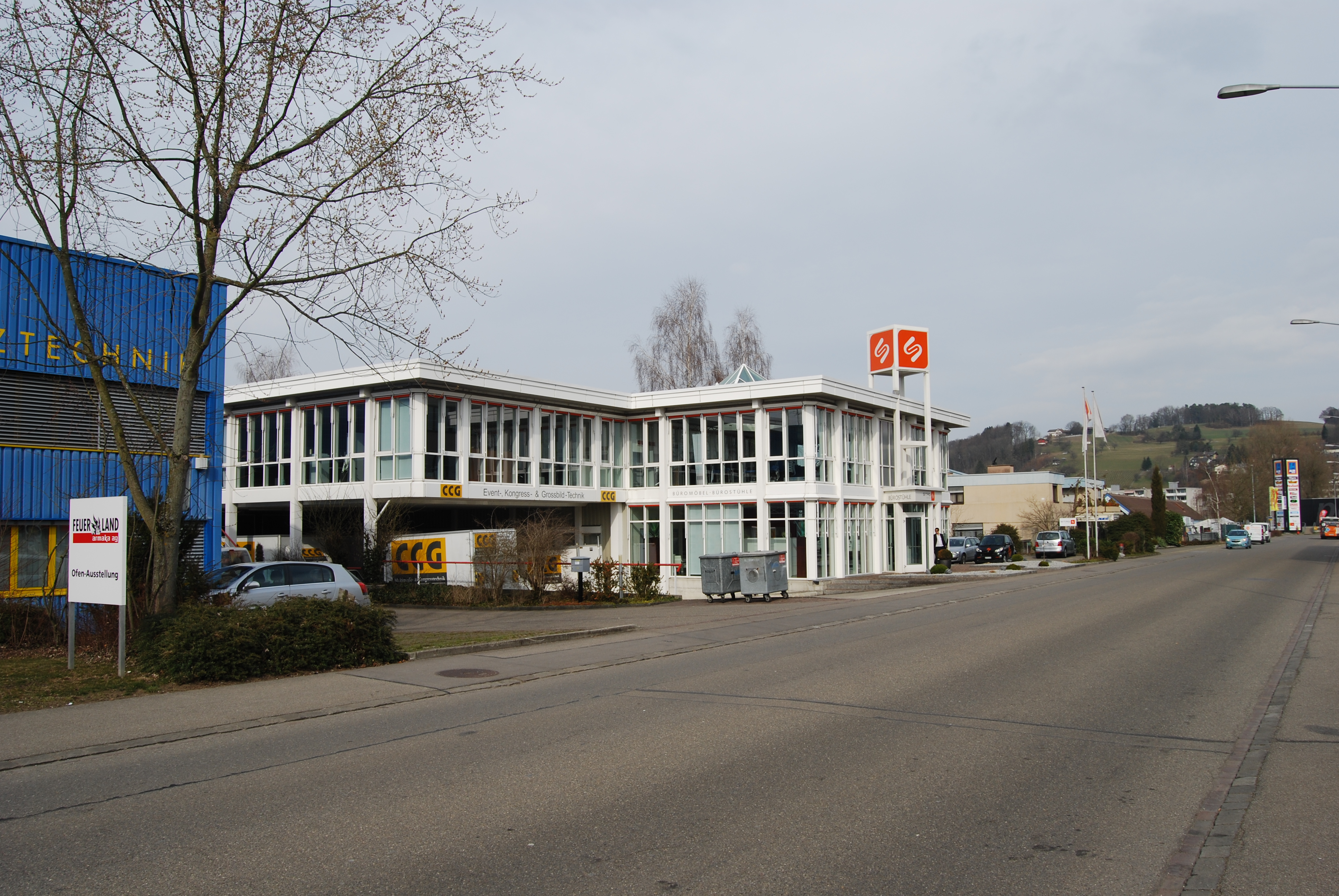
Industriequartier
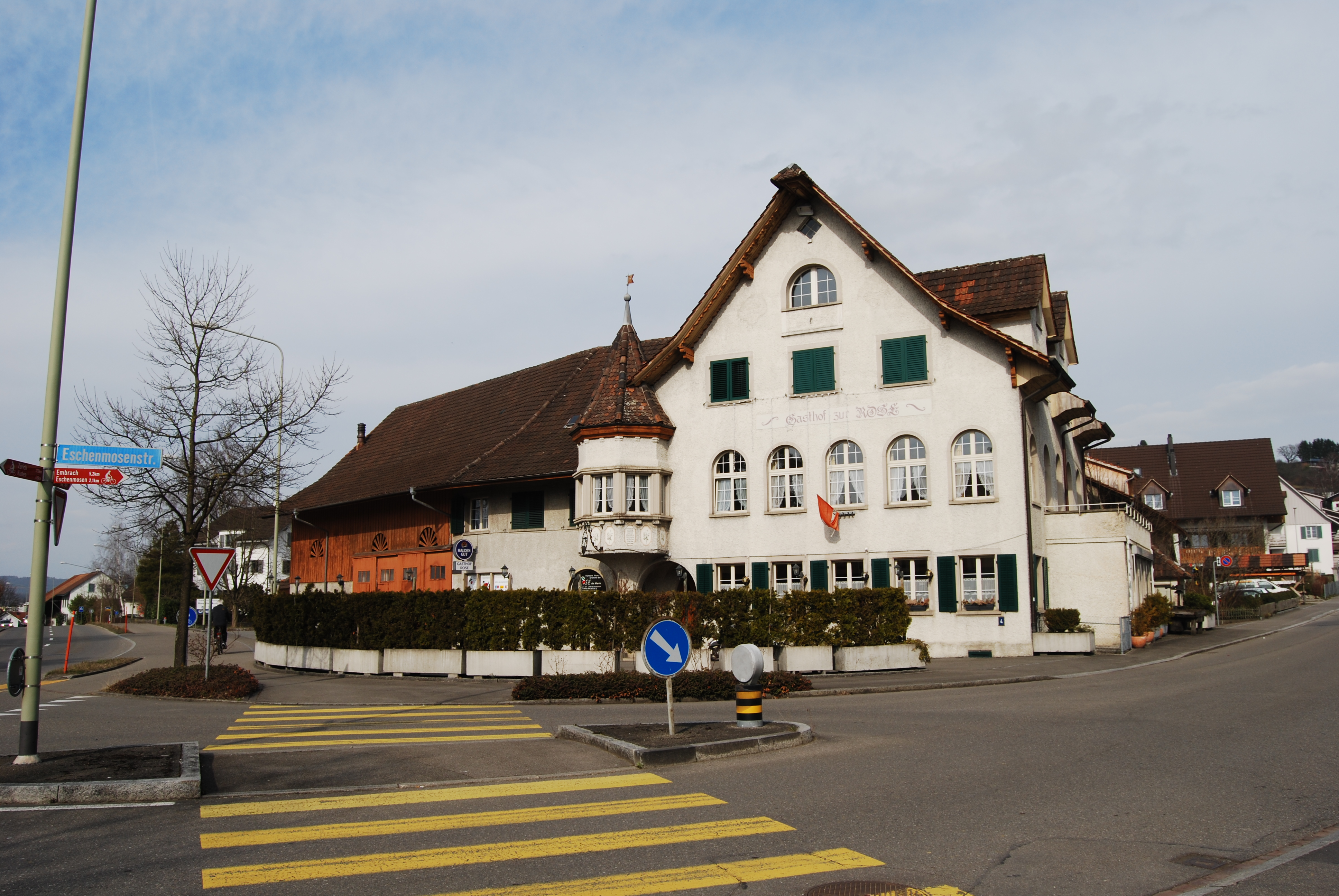
Restaurant Rose
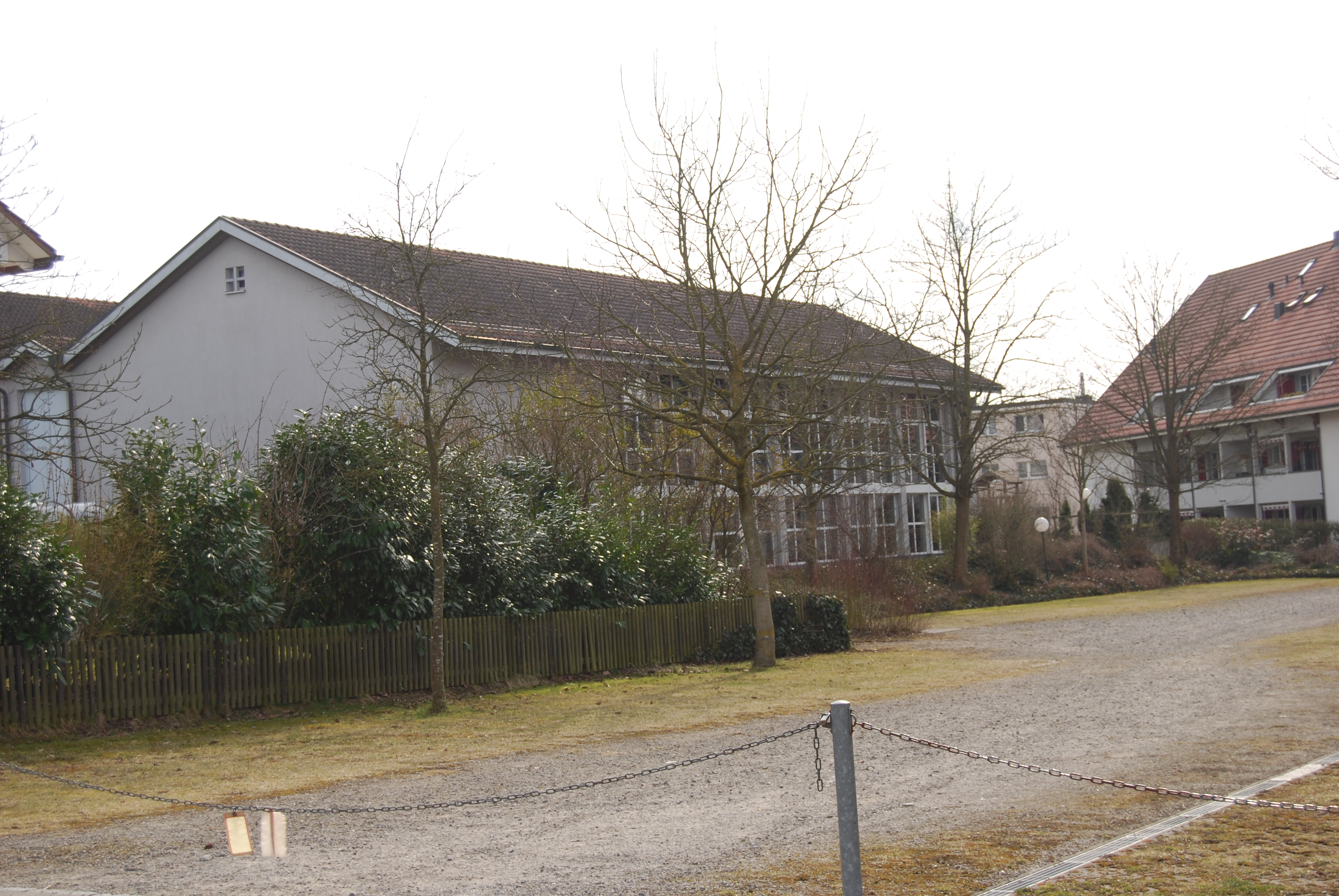
Mehrzweckhalle